# Varnava (Hladun)
Varnava (světským jménem: Vasylij Andrijovyč Hladun; * 19. října 1964, Holoby) je ukrajinský duchovní Ukrajinské pravoslavné církve Moskevského patriarchátu, biskup novobuzký a vikář mykolajivské eparchie.

## Život
Narodil se 19. října 1964 v sídle Holoby.
Po dokončení střední školy nastoupil na technické učiliště v Lucku. Poté absolvoval povinnou vojenskou službu. Od roku 1991 pobýval v Pokrovském skitu Trojicko-sergijevské lávry. Následující rok působil ve chmelnycké eparchiální správě a poté ve správě mykolajivské eparchie. Dne 21. září 1993 byl biskupem mykolajivským Pytyrymem (Starynským) rukopoložen na diákona a 15. února 1994 na jereje. Stal se představeným chrámu Ducha svatého v Mykolajivu.
Dne 27. března 1995 přijal mnišský postřih se jménem Varnava na počest svatého Barnabáš. Dne 16. dubna 1996 byl povýšen na igumena. Roku 1998 dokončil Kyjevský duchovní seminář. Roku 2002 byl povýšen na archimandritu.
Dne 19. listopadu 2008 byl jmenován představeným monastýru svatých Konstantina a Heleny. Od 31. května 2010 byl předsedou poutnického oddělení eparchie. O deset let později nastoupil na Kyjevskou duchovní akademii.
Dne 7. prosince 2020 jej Svatý synod Ukrajinské pravoslavné církve zvolil biskupem novobuzkým a vikářem mykolajivské eparchie. Biskupská chirotonie proběhla 13. prosince v Kyjevskopečerské lávře. Hlavním světitelem byl metropolita kyjevský a celé Ukrajiny Onufrij (Berezovskyj).